# Bechorot (Mischnatraktat)

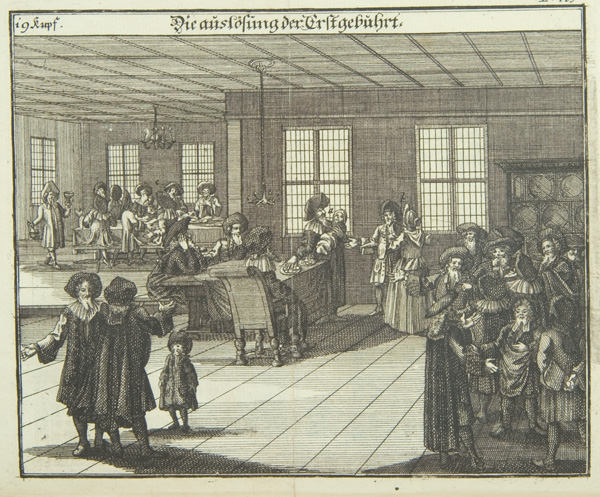
Pidjon ha-Ben; ‚Auslösung des Sohnes‘.

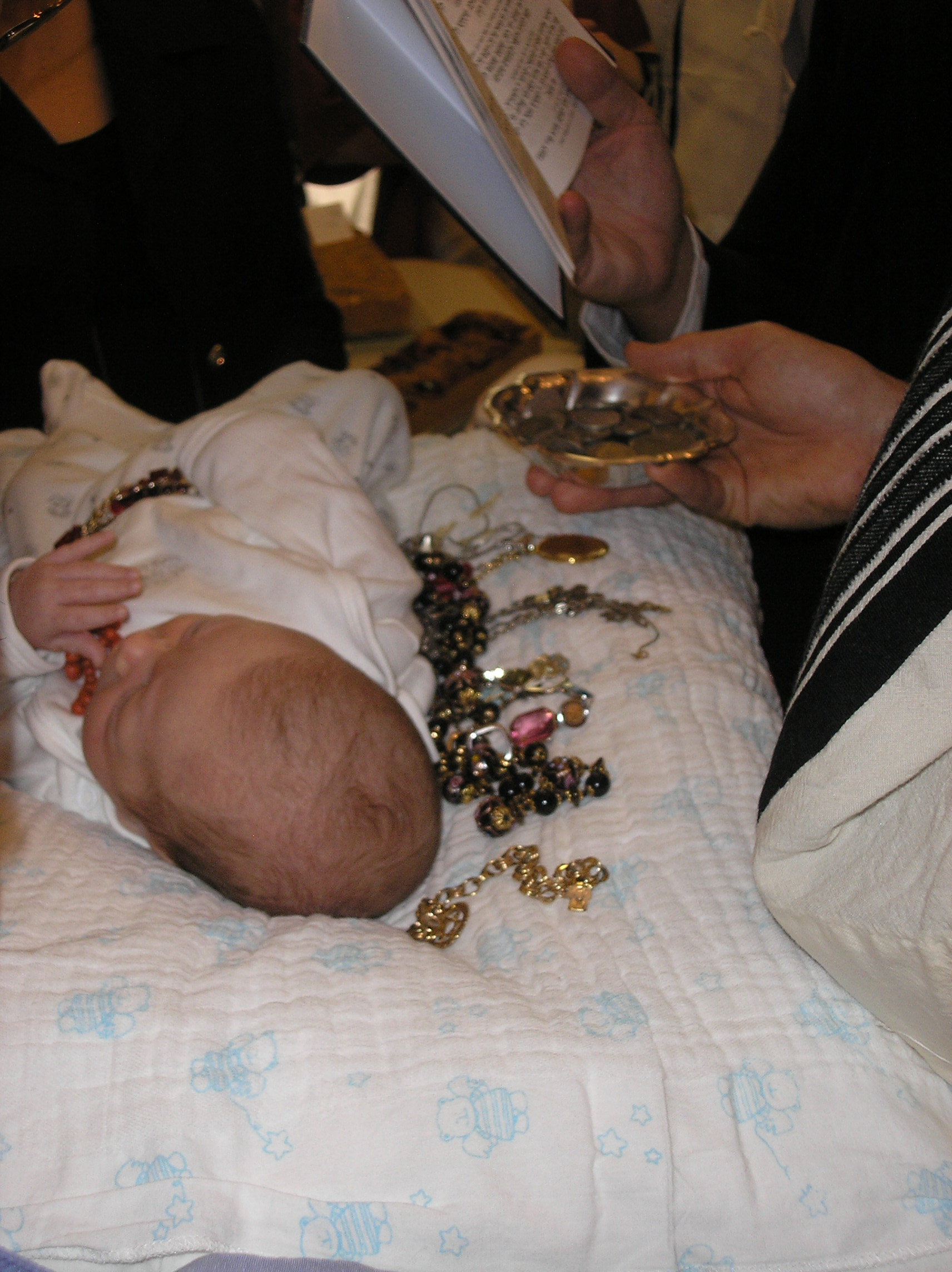
Pidjon ha-Ben

Traktat Bechorot מַסֶּכֶת בְּכוֹרוֹת („Erstgeburten“) ist ein Traktat der Mischna in der Ordnung Kodaschim.
Der Traktat hat 9 Kapitel und behandelt Bestimmungen über die Abgabe der (männlichen) Erstgeburten von Vieh und Menschen. Ein Vater muss ein Lösegeld für seinen erstgeborenen Sohn an einen Kohen leisten (Pidjon ha-Ben; ‚Auslösung des Sohnes‘). Die männliche Erstgeburt eines Rindes, eines Schafs oder einer Ziege muss einem Kohen übergeben werden. Die männliche Erstgeburt einer Eselin muss durch ein Lamm ausgelöst werden. Ausgenommen davon ist „unbestimmt- oder doppelgeschlechtliches“. Ausgenommen sind auch Fälle, „wenn eine Sünde mit ihm begangen worden ist“. Das heißt, wenn es einen Menschen begattet hat oder von ihm begattet worden ist.